# 1961년 베를린 위기

서베를린은 동독 영토 한가운데에 위치해 있었다

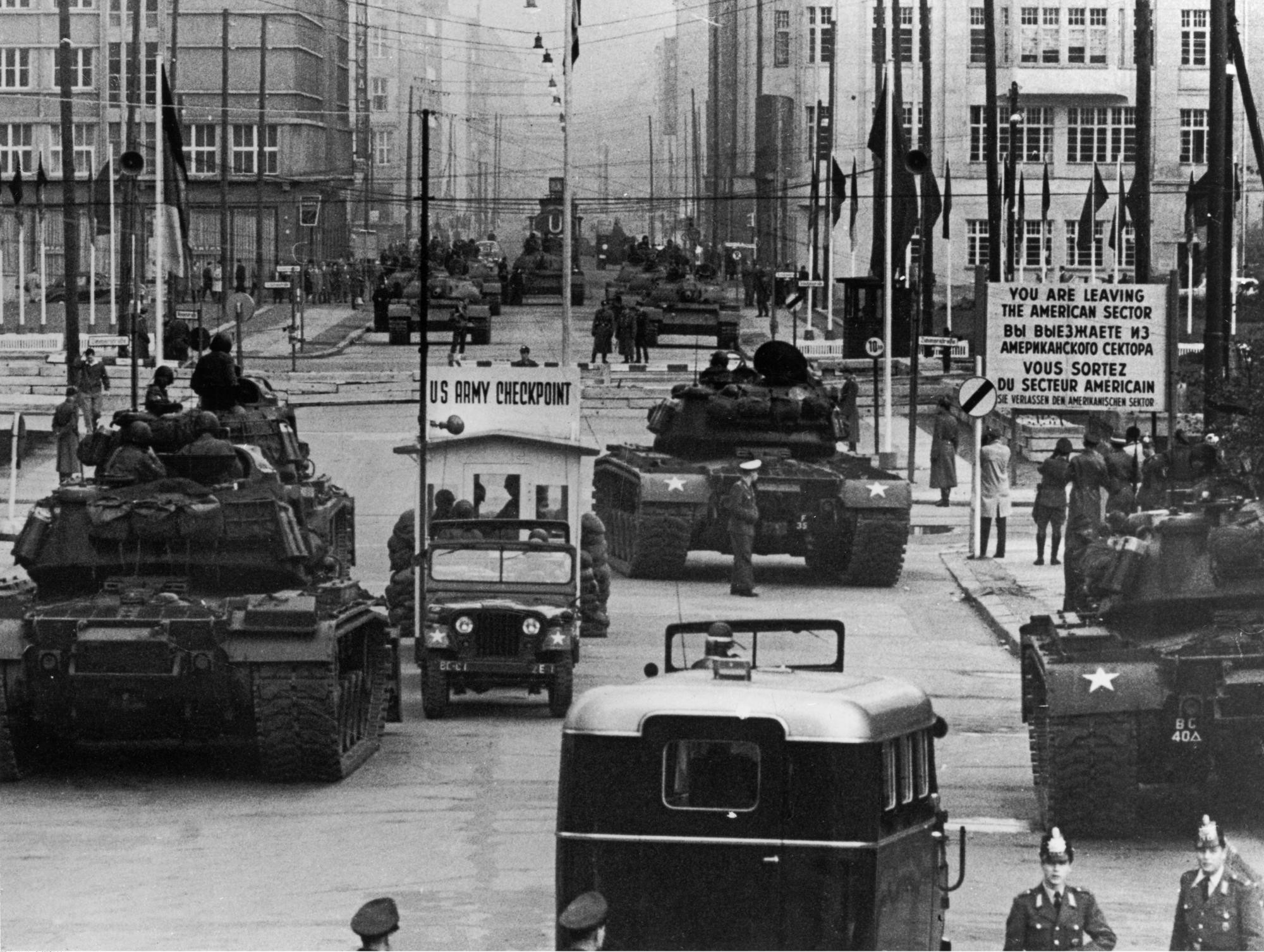
1961년 베를린 위기 당시 미국과 소련의 탱크가 베를린에서 마주보고 있다

1961년 베를린 위기는 독일 수도 베를린에서 발생한 미국과 소련의 마지막 냉전 대결이었다.

## 역사
1961년 6월 4일부터 11월 9일까지 베를린에서 심각한 군사적 긴장상태가 이어졌다.
1958년 11월, 소련 흐루시초프 서기장은 서베를린에서 서방 군대가 6개월 안에 철수하라고 통보했다. 그는 기간이 만료되면 소련은 서베를린과 동독의 통신선을 통제할 것이라고 말했다. 따라서 서방 당국은 동독의 허가를 받아서만 서베를린과 통신할 수 있다는 의미였다.
미국, 영국, 프랑스는 이에 대해, 서베를린에서 군대를 철수할 의사가 없다는 점을 명백히 했다. 서베를린의 통신은 자유롭게 유지될 것이라고 주장했다.

## 베를린 장벽

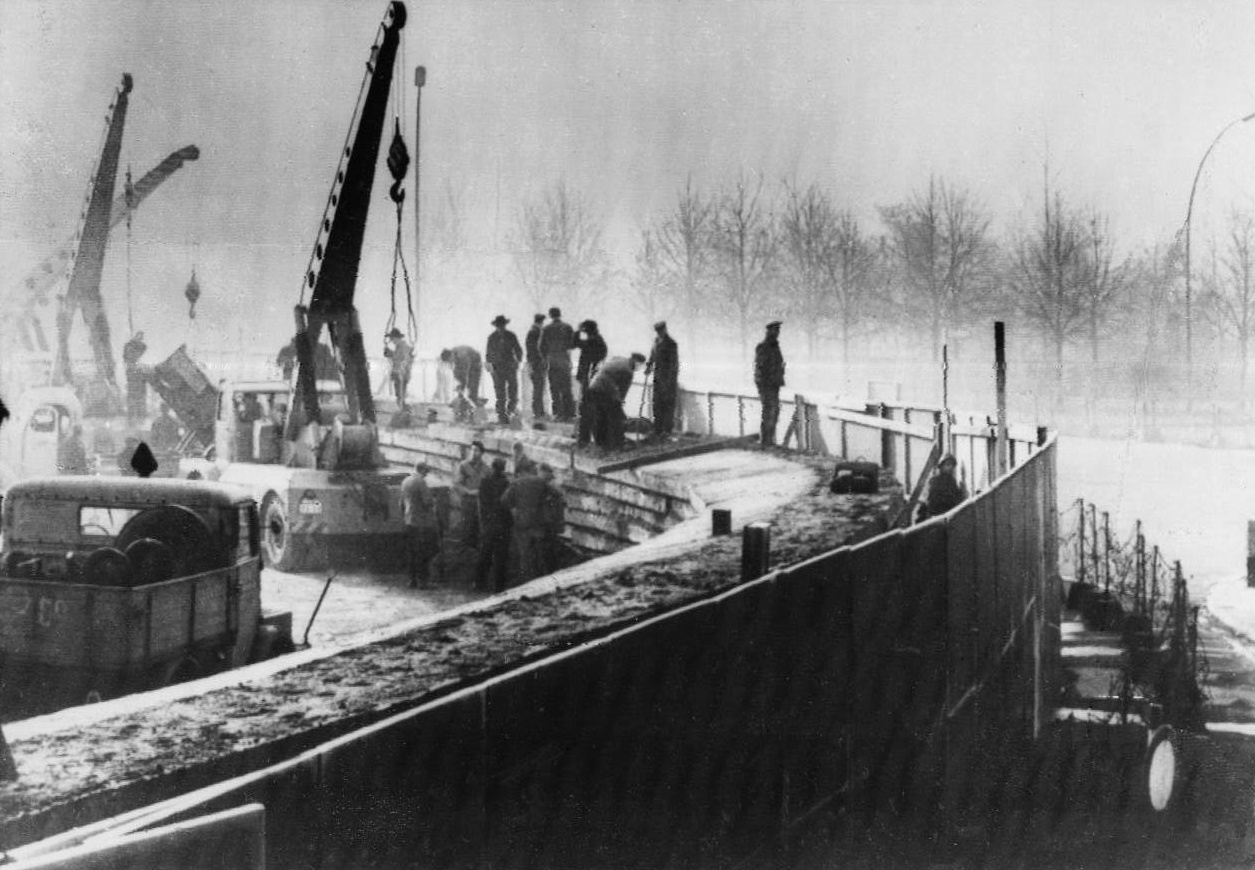
1961년 동독 노동자들이 베를린 장벽을 건설중이다

동독 주민들의 서베를린을 통한 탈출을 막기 위해, 동독 정부는 1961년부터 동베를린과 서베를린 사이에 베를린 장벽을 건설하기 시작했다.
2차대전이 끝나고 소련이 동유럽을 점령한 후에, 많은 동유럽 사람들이 서유럽으로 도망쳐 왔다. 1945년부터 1950년까지 1500만명 이상의 소련 점령지인 동유럽 사람들이 서방으로 이민왔다. 많은 동유럽 사람들이 서베를린을 통한 정치적 망명을 신청해 왔다. 1950년 197000명, 1951년 165000명, 1952년 182000명, 1952년 331000명이 망명을 신청했다.

## 같이 보기
- 독일인의 도피 및 추방 (1944년~1950년)
- 니키타 흐루쇼프